# Фишман, Джошуа
Джо́шуа Фи́шман (идиш שיקל פֿישמאַן‎ — Шикл Фишман, англ. Joshua Aaron Fishman; 18 июля 1926, Филадельфия — 1 марта 2015, Бронкс) — американский социолог и лингвист, специализировавшийся в социолингвистике и языковом планировании, педагог. Один из пионеров социолингвистики в США, основатель социолингвистического направления «социология языка» (макросоциолингвистика — англ. macrosociolinguistics).

## Биография
Родился и вырос в Филадельфии, в семье иммигрантов из Сорок, Бессарабской губернии, Арона Сэмюэла Фишмана и Сони Горовиц. Среднее образование получил в светских еврейских школах объединения «Арбетер ринг» (круг рабочих) с обучением на идише. В 1945 году, вместе с лингвистом Уриелем Вайнрайхом, основал молодёжный журнал «Югнтруф» (идиш: поросль). Учился в Пенсильванском университете (1944—1948), где получил степень бакалавра по истории и магистра по психологии в 1948 году. В том же году специализировался в идише под руководством Макса Вайнрайха (позже перевёл на английский язык первые два тома его «Истории еврейского языка» — Гешихтэ фун дер йидишер шпрах, 1980). С 1951 года работал в области педагогической психологии в Общеобразовательном еврейском комитете Нью-Йорка.
В 1953 году получил степень доктора философии по социальной психологии в Колумбийском университете по теме «Negative Stereotypes Concerning Americans among American-born Children Receiving Various Types of Minority-group Education», а в 1958 году стал доктором философии в области педагогических наук в Иешива-университете в Нью-Йорке.
Преподавал социолингвистику в Городском колледже Нью-Йорка (1955—1958), с 1958 года — доцент отделения социальной психологии в Пенсильванском университете, с 1960 года в — Иешива-университете (с 1966 года — профессор психологии и социологии и декан психологического факультета). В 1986 году ему было присвоено звание почётного доктора в Брюссельском свободном университете. С 1988 года преподавал и занимался исследовательской работой также на отделении педагогики и прикладной лингвистики в Стэнфордском университете (с 1992 года — профессор) и педагогической школе Нью-Йоркского университета (приглашённый профессор).
Автор ряда монографий и научных публикаций по социолингвистике, языковому планированию негосударственных языков (на примере идиша, гаэльского и баскского), двуязычному образованию, многоязычию, социологии идиша. Разработал классификацию диглоссии в связи с её отношением к билингвизму и модель «восстановления языкового замещения» (reversal of language shift, 1991). Написал одни из первых учебников по социолингвистике — «Sociolinguistics: a brief introduction» (1970) и «The Sociology of Language: an interdisciplinary social science approach to language in society» (1972). Основатель и первый редактор журнала «International Journal of the Sociology of Language» (1974).
Публиковал также эссе и публицистические работы в различных периодических изданиях на идише, на протяжении ряда лет был постоянным колумнистом нью-йоркской газеты «Форвертс» (на идише) и членом редколлегии журнала «Афн швэл» (на пороге) под редакцией Мордхе Шехтера.
Лауреат премии Linguapax (2004).

## Семья
- Жена — Гелла Швейд (в замужестве Фишман, 1927—2017), автор поэтических сборников на идише, педагог[18][19][20].
  - Сыновья — Дэвид Фишман (англ. David Eliot Fishman), профессор еврейской истории в Еврейской теологической семинарии в Нью-Йорке, директор совместного проекта иудаики в Москве (на базе Российского государственного гуманитарного университета); Моня Мэньюэл Фишман, адвокат; Авром Фишман.
- Сестра — поэтесса Рухл Фишман (1935—1984), автор нескольких стихотворных сборников на идише, жена (с 1954 года) израильского композитора Теодора Холдхайма (англ. Theodore Holdheim, 1923—1985)[21][22].

## Научные труды
- «Язык и национализм» (1972),
- «Язык и социокультурные изменения» (1972),
- «Двуязычное образование. Международная социологическая перспектива» (1976),
- «Процессы языкового планирования» (1977),
- «Достижения в исследовании общественного многоязычия» (1978),
- «Успехи в создании и пересмотре систем письменности» (1979),
- «Распространение английского языка» (1977),
- «Подъём и спад этнического возрождения» (1985),
- «Идеология, общество и язык» (1987),
- «Восстанавливая утерянный язык» (1991),
- «Начальная стадия языкового планирования» (1993).

## Монографии
- Yiddish in America: socio-linguistic description and analysis. Research Institute for Inner Asian Studies, Indiana University. Bloomington: Indiana University Press; The Hague, Netherlands: Mouton, 1965. — 94 pp.
- Language loyalty in the United States; the maintenance and perpetuation of non-English mother tongues by American ethnic and religious groups. The Hague: Mouton, 1966.
- Hungarian language maintenance in the United States. Bloomington: Indiana University Press, 1966.
- Language problems of developing nations. New York: Wiley, 1968.
- Readings in the sociology of language. The Hague, Paris: Mouton, 1968.
- Sociolinguistics: a brief introduction. Rowley, Mass.: Newbury House, 1970.
- Bilingualism in the barrio. Bloomington: Indiana University Press, 1971.
- Advances in the sociology of language. The Hague: Mouton, 1971.
- Language in Sociocultural Change. Essays by Joshua A. Fishman. Ed. Anwar S. Dil. Stanford: Stanford University Press, 1972.
- The sociology of language; an interdisciplinary social science approach to language in society. Rowley, Mass.: Newbury House, 1972.
- Studies in Modern Jewish Social History. KTAV, 1972. — 461 pp.
- Language and nationalism; two integrative essays. Rowley, Mass.: Newbury House, 1973.
- Advances in language planning. The Hague: Mouton, 1974.
- Studies on Polish Jewry, 1919—1970: the interplay of social, economic and political factors in the struggle of a minority for its existence. Edited by Joshua Fishman. KTAV, 1974
- Bilingual education: an international sociological perspective. Rowley, Mass.: Newbury House, 1976.
- Advances in the creation and revision of writing systems. The Hague: Mouton, 1977.
- Advances in the study of societal multilingualism. The Hague: Mouton, 1978.
- Sociology of Yiddish. Mouton, 1980. — 130 pp.
- Never Say Die!: A Thousand Years of Yiddish in Jewish Life and Letters (Contributions to the Sociology of Language). The Hague: Mouton De Gruyter, 1981. — 779 pp.
- The acquisition of biliteracy: a comparative ethnography of minority ethnolinguistic schools in New York City. New York, N.Y.: Yeshiva University, Ferkauf Graduate School, 1982.
- Bilingual education for Hispanic students in the United States. New York: Teachers College Press, 1982.
- Progress in language planning: international perspectives. Berlin & New York: Mouton, 1983.
- The rise and fall of the ethnic revival: perspectives on language and ethnicity. Berlin & New York: Mouton, 1985.
- Ideology, Society and Language: The Odyssey of Nathan Birnbaum. Ann Arbor: Karoma Publishers, 1987.
- Yiddish: Turning to Life. Amsterdam & Philadelphia: John Benjamins Publishing Company, 1991. — 522 pp.
- Bilingual education. Amsterdam & Philadelphia: J. Benjamins Pub. Co., 1991.
- Reversing language Shift: Theory and Practice of Assistance to Threatened Languages. Clevedon, Multilingual Matters, 1991.
- Language and Ethnicity. Amsterdam & Philadelphia: J. Benjamins Pub. Co., 1991.
- Focus on Bilingual Education: Essays in honor of Joshua A. Fishman. Volume 1 (Focusschrift in honor of Joshua A. Fishman on the occasion of his 65th birthday). John Benjamins Publishing Company, 1991.
- Focus on Language Planning: Essays in honor of Joshua A. Fishman. Volume 3. John Benjamins Publishing Company, 1991.
- Post-Imperial English: The Status of English in Former British and American Colonies and Spheres of Influence. (ed.) Mouton de Gruyter, Berlin, 1996.
- Ethnicity in Action: The Community Resources of Ethnic Languages in the United States. Bilingual Review Pr., 1997.
- In Praise of the Beloved Language; The Content of Positive Ethnolinguistic Consciousness. Berlin, Mouton de Gruyter, 1997.
- The Multilingual Apple: Languages in New York (with Ofelia Garcia). Berlin, Mouton de Gruyter, 1997.
- Handbook of Language and Ethnicity (ed.). New York, Oxford University Press, 1999; Revised ed. — 2009.
- Can Threatened Languages Be Saved?: Reversing Language Shift Clevedon, Multilingual Matters, 2000; 2nd edition — 2002.
- Introduction to Test Construction in the Social and Behavioral Sciences: A Practical Guide (with Tomás Galguera). Rowman & Littlefield Publishers, 2003.
- Along the Routes to Power: Explorations of Empowerment Through Language. Edited by Joshua A. Fishman, 2006.
- Do Not Leave Your Language Alone: The Hidden Status Agendas Within Corpus Planning in Language Policy. Lawrence Erlbaum Associates, 2006.
- Developing Minority Language Resources: The Case of Spanish in California (с соавторами). Multilingual Matters, 2006. — 344 pp.
- Language Loyalty, Language Planning, And Language Revitalization: Recent Writing and Reflections From Joshua A. Fishman. Multilingual Matters, 2006. — 259 pp.
- Language Loyalty, Continuity and Change: Joshua A. Fishman’s Contributions to International Sociolinguistics. Multilingual Matters, 2006. — 192 pp.
- Explorations in the Sociology of Language and Religion. Edited by Joshua A. Fishman. John Benjamins Publishing Company, 2006.
- Sociologia del lenguaje (Spanish edition). Catedra, 2007.
- European Vernacular Literacy: A Sociolinguistic and Historical Introduction. Multilingual Matters, 2010. — 104 pp.
- Handbook of Language and Ethnic Identity: The Success-Failure Continuum in Language and Ethnic Identity Efforts (Volume 2). With Ofelia Garcia. Oxford University Press, 2011. — 512 pp.
- Current Multilinigualism: A New Linguistic Dispensation. Edited by Joshua A. Fishman. Walter De Gruyte, 2013. — 375 pp.